# Andrew Swann
Andrew Swann, aussi connu sous le nom de Harry Swann (né en 1878 à Dalbeattie en Écosse et mort à une date inconnue), est un joueur de football écossais qui évoluait au poste d'attaquant.

## Palmarès
Barnsley
- Championnat d'Angleterre D2 :
  - Meilleur buteur : 1900-01 (18 buts).